# Кретівська сільська рада
Кретівська сільська́ ра́да — адміністративно-територіальна одиниця та орган місцевого самоврядування у Збаразькому районі Тернопільської області. Адміністративний центр — село Кретівці.

## Загальні відомості
Кретівська сільська рада утворена в 1993 році.
- Територія ради: 13,55 км²
- Населення ради: 632 особи (станом на 2001 рік)
- Територією ради протікає річка Нетеч

## Населені пункти
Сільській раді були підпорядковані населені пункти:
- с. Кретівці
- с. Грицівці

## Склад ради
Рада складалася з 14 депутатів та голови.
- Голова ради: Кушнір Олег Петрович
- Секретар ради: Подоляк Тетяна Степанівна

### Керівний склад попередніх скликань
| Прізвище, ім'я, по батькові | Основні відомості                                                 | Дата обрання | Дата звільнення |
| --------------------------- | ----------------------------------------------------------------- | ------------ | --------------- |
| Крук Олександра Романівна   | Сільський голова, 1963 року народження, позапартійна              | 26.03.2006   | 31.10.2010      |
| Кушнір Олег Петрович        | Сільський голова, 1972 року народження, освіта вища, безпартійний | 31.10.2010   |                 |

Примітка: таблиця складена за даними сайту Верховної Ради України

### Депутати
За результатами місцевих виборів 2010 року депутатами ради стали:

#### За суб'єктами висування
| Суб'єкт висування                                       | Кількість обраних депутатів | %    |
| ------------------------------------------------------- | --------------------------- | ---- |
| Самовисування                                           | 13                          | 92,9 |
| Політична партія Всеукраїнське об'єднання «Батьківщина» | 1                           | 7,1  |

#### За округами
| № округу                                                | Прізвище, ім'я, по батькові     | Дата визнання обраним | Освіта           | Партійна приналежність                        | Відомості про обраного депутата             |
| ------------------------------------------------------- | ------------------------------- | --------------------- | ---------------- | --------------------------------------------- | ------------------------------------------- |
| Політична партія Всеукраїнське об'єднання «Батьківщина» |                                 |                       |                  |                                               |                                             |
| 8                                                       | Олійник Оксана Зеновіївна       | 02.11.2010            | середня          | член Всеукраїнського об'єднання «Батьківщина» | фельдшерсько-акушерський пункт, санітарка   |
| Самовисування                                           |                                 |                       |                  |                                               |                                             |
| 1                                                       | Назар Оксана Петрівна           | 02.11.2010            | середня          | позапартійна                                  | фельдшерсько-акушерський пункт, завідувачка |
| 2                                                       | Кушнір Оксана Петрівна          | 02.11.2010            | вища             | позапартійна                                  | «Пенсійний фонд України», начальник відділу |
| 3                                                       | Тисячний Мирон Станіславович    | 02.11.2010            | середня          | позапартійний                                 | ТОВ «Берегиня Добра», тракторист            |
| 4                                                       | Горичун Петро Васильович        | 02.11.2010            | середня          | позапартійний                                 | ТОВ «Картвибух пром», підривник             |
| 5                                                       | Роздольський Юрій Степанович    | 02.11.2010            | вища             | позапартійний                                 | тимчасово не працює                         |
| 6                                                       | Пашковський Ігор Володимирович  | 02.11.2010            | середня          | позапартійний                                 | ТОВ «Надія», водій                          |
| 7                                                       | Роля Любов Степанівна           | 02.11.2010            | середня          | позапартійна                                  | ТОВ «Надія», кухар                          |
| 9                                                       | Шпиця Марія Олександрівна       | 02.11.2010            | вища             | позапартійна                                  | СПТУ № 25, майстер                          |
| 10                                                      | Керносенко Володимир Сергійович | 02.11.2010            | незакінчена вища | позапартійний                                 | ТНТУ, студент                               |
| 11                                                      | Лопушинська Тетяна Іванівна     | 02.11.2010            | вища             | позапартійна                                  | Збаразька РДА, спеціаліст                   |
| 12                                                      | Терендех Богдан Васильович      | 02.11.2010            | середня          | позапартійний                                 | тимчасово не працює                         |
| 13                                                      | Подоляк Тетяна Степанівна       | 02.11.2010            | вища             | позапартійна                                  | Кретівська с.р., секретар                   |
| 14                                                      | Кушнір Оксана Ярославівна       | 02.11.2010            | вища             | позапартійна                                  | Кретівська с.р., бухгалтер                  |